# Tyrannotitan chubutensis
Tyrannotitan chubutensis (Tyrannotitan, "tità tirà") és un gènere representat per una única espècie de dinosaure teròpode carcarodontosàurid, que va viure a mitjan període Cretaci, fa aproximadament 116 milions d'anys, durant l'Aptià, en allò que avui en dia és Sud-amèrica.

## Descripció
Tyrannotitan chubutensis podia mesurar entre 12 i 13 metres de llarg i entre 3 i 4.5 d'altura, amb un pes estimat de 5 tones. Tyrannotitan presenta alguns trets diferencials considerables en les seves dents, els quals són, pel que sembla, menys laminares que els dels seus parents, presentant denticles d'estructura poc comuna, on es pot distingir un solc en el centre, dividint cada denticle en dues porcions. L'escapulocoracoide està fusionat i més desenvolupat que en el del giganotosaure, encara que les extremitats davanteres continuen sent relativament petits. La majoria de la vora de l'omòplat està absent. L'acromi es corba fins que s'estabilitza a prop dels 90° de l'eix, fent-li semblar vagament al del tiranosaure. És difícil destriar si la gran diferència entre els taxons és deguda a l'evolució o al dimorfisme sexual, encara que l'últim sembla improbable. La base de la finestra orbitària presenta una osca de gairebé 90° en el cos del yugal, que contrasta amb l'arrodonida del Giganotosaurus i situa a l'espècimen més prop de carcarodontosaure.
A diferència d'altres carcarodontosàurids les seves vèrtebres manquen de borses pneumàtiques esteses des del sacre al centre de la cua. Les vèrtebres caudals proximals té una espina dorsal excepcionalment alta, unes dues vegades la grandària del centre vertebral. Això fa una cua profunda molt similar a la dels ceratosaures.